# Hella Santarossa

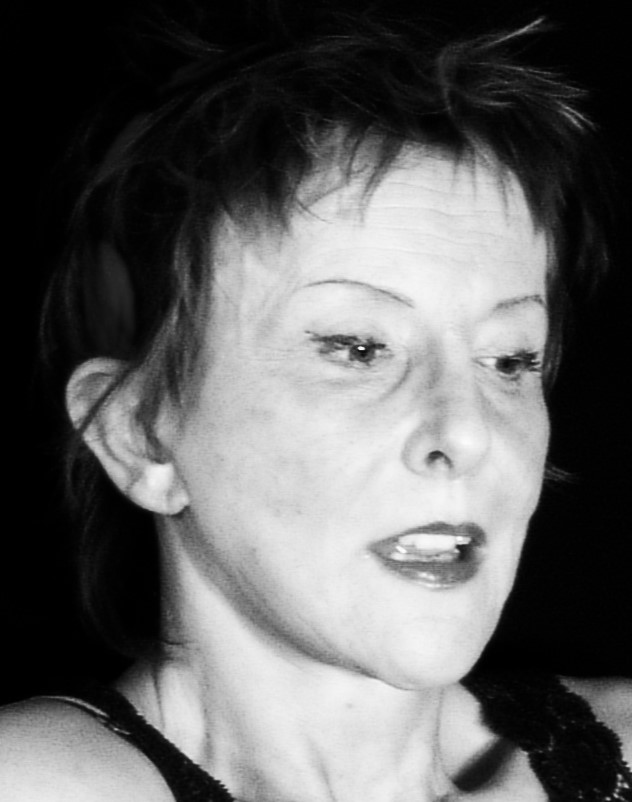
Hella De Santarossa

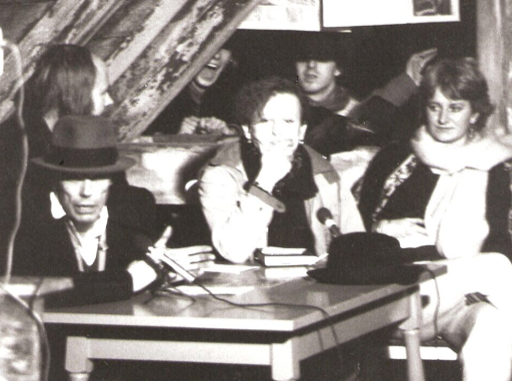
Hella De Santarossa (Mitte) und J. Beuys (links) diskutieren mit Hausbesetzern, 1982, Berlin

Hella Santarossa, seit 2002 auch Hella De Santarossa (* 12. Juni 1949 in Düsseldorf-Kaiserswerth) ist eine deutsche Malerin, Glaskünstlerin, Bildhauerin, Fotografin und Filmemacherin. Ihre Werke werden dem Neoexpressionismus der Jungen Wilden zugeschrieben und befinden sich u. a. im Berliner Reichstag, auf öffentlichen Plätzen, in Kirchen, Museen und Kunstsammlungen. Sie lebt und arbeitet als freischaffende Cross-Art-Künstlerin in Berlin.

## Leben und Wirken
Hella De Santarossa, geborene Hildegard Derix, entstammt einer Glasmaler- und Künstlerfamilie. Der Vater Wilhelm Derix leitete in der dritten Generation das Familienunternehmen Derix, welches ein kurpäpstliches Privileg für Kirchen- und Profankunst besaß. De Santarossa arbeitete schon frühzeitig im elterlichen Betrieb mit.

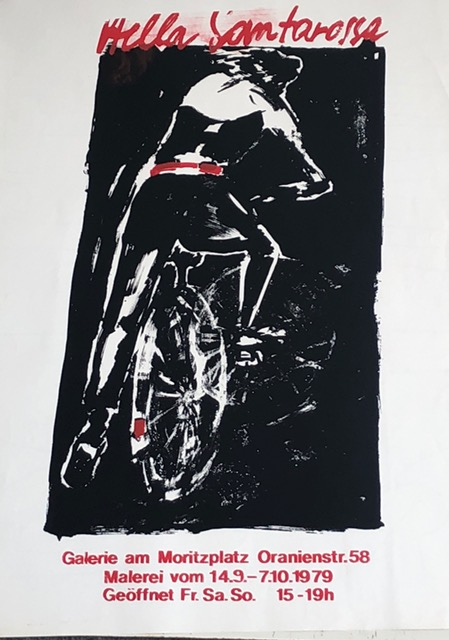
Ausstellungsplakat zur Serie "Fahrradbilder", 1979

Im Jahr 1969 erwarb sie nach dreijähriger Lehrzeit an der Glasfachschule Hadamar das Diplom als staatlich geprüfte Glasmalerin mit Auszeichnung. Von 1970 bis 1972 arbeitete De Santarossa als Werkpädagogin, 1973 folgte der Umzug nach Berlin. Bis 1979 studierte sie unter Professor Karl-Horst Hödicke Freie Malerei an der Hochschule der Künste West-Berlin und schloss das Studium 1979 als Meisterschülerin ab. De Santarossa war zu diesem Zeitpunkt bereits tief mit der Westberliner Kulturszene verflochten, war 1978 Gründungsmitglied der Galerie am Moritzplatz, in der sie 1979 ihre Serie „Fahrradbilder“ ausstellte, sowie 1982 bis 1992 Künstlervorsitzende des Künstlerhauses Bethanien.
Neben der freien Kunst beschäftigte sich Hella Santarossa, deren Tochter Maya 1968 geboren wurde, auch von Anfang an mit der Glaskunst. Sie schuf unter anderem Auftragsarbeiten für das Hotel Intercontinental in Genf, eine Fensterwand für das Foyer des Presseclubs in Bonn, die Fenster des Eingangsbereichs der Messe Berlin, des Renaissance-Theaters Berlin, sowie für die Eingangshalle des Künstlerhauses Bethanien in Berlin (letzteres heute verschollen).
An der Hochschule gehörte Santarossa in den 1970er Jahren zur Künstlergruppierung der „Jungen Wilden“ und entwickelte schon früh ein Kunstverständnis, das entgegen allen Widerständen die Überschreitung von Stil- und Materialgrenzen zum Inhalt der Arbeit machte. Sie arbeitete in den folgenden Jahren auch als Fotografin, Filmemacherin und Performancekünstlerin und gewann international schnell an Bekanntheit.
Im Anschluss an ihr Studium war sie Stipendiatin zahlreicher internationaler und nationaler Stiftungen. So erhielt sie 1979 das Annette-Kade-Stipendium, 1980 ein Stipendium des Deutschen Akademischen Austauschdienstes, 1982 das Karl-Schmidt-Rottluff-Stipendium und 1983 ein Stipendium an der Villa Massimo in Rom. Zwischendurch wurden zahlreiche weitere Auslandsaufenthalte zu Studien- und Lehrzwecken möglich, darunter 1979 am Art Institut in San Francisco mit dem Studium des Fachs Experimentalfilm. Dort entstanden der Film-Essay „Und dann kommt der Pacific“ sowie drei kurze Experimentalfilme, die 1981 auch auf der Berlinale gezeigt wurden. In den Jahren 1980–83 folgten Aufenthalte in Florenz, Rom und Olevano sowie 1984 eine fünfmonatige Brasilienreise auf Einladung der Goethe-Institute in Brasilia, Curitiba, Bahia und Rio de Janeiro. Seit 1982 war Hella De Santarossa zudem Gastprofessorin, unter anderem 1982 an der Hochschule der Künste Berlin, 1984 an der Kunstakademie Oslo, 1986 an der Slade School, London sowie 1992 am College of the Arts, Sydney und der Fine Art School, Melbourne. Von 1987 bis 1996 leitete sie zudem die Geschäfte der elterlichen Firma. Parallel dazu war sie weiterhin künstlerisch tätig und nahm an internationalen Ausstellungen teil, darunter 1985 die 18. Biennale von São Paulo und 2002 die 2. Biennale, Buenos Aires. Im Jahr 1987 gewann sie den von der Berliner Senatsverwaltung für Bau und Wohnungswesen ausgeschriebenen Wettbewerb zur Neugestaltung des Theodor-Heuss-Platzes mit ihrem Entwurf der Glas-Brunnen-Plastik „Blauer Obelisk“ (Fertigstellung 1995). Zahlreiche weitere Auszeichnungen, Preise und Auftragsarbeiten, unter anderem für Glasfenster in Kirchen folgten. 1988 schuf sie das Gemälde „rot-weißer Karren“ über die Geschichte der Sozialdemokratie, welches sich seit 2001 im Fraktionssaal der SPD im Reichstagsgebäude in Berlin befindet.
Gegenstand ihrer Arbeit waren und sind Projekte, die nationale Grenzen überwinden und sich an verschiedenen Orten international manifestieren. Zu den laufenden Projekten zählt so die Realisierung eines globalen Netzes von Obelisken in weltweiter Verbundenheit.

(Quelle:)

## Werk und Rezeption
In der ab 1970 in Deutschland einsetzenden Kunstdiskussion um konzeptionelle Fragen waren es vor allem Georg Baselitz und Markus Lüpertz sowie K. H. Hödicke, die an einem figurativen, gegenständlichen, in seiner formalen Gestaltung am Expressionismus orientierten Stil arbeiteten. Hella Santarossa nahm diese Entwicklungen in ihre Arbeit auf. Ihre Werke kennzeichnete nicht nur der expressive, figurative (neoexpressionistische) Stil, sondern auch die Überschreitung von Stil- und Materialgrenzen – eine Arbeitsweise, die später unter dem Schlagwort „Cross-Art“ eine breitere Rezeption erfuhr.

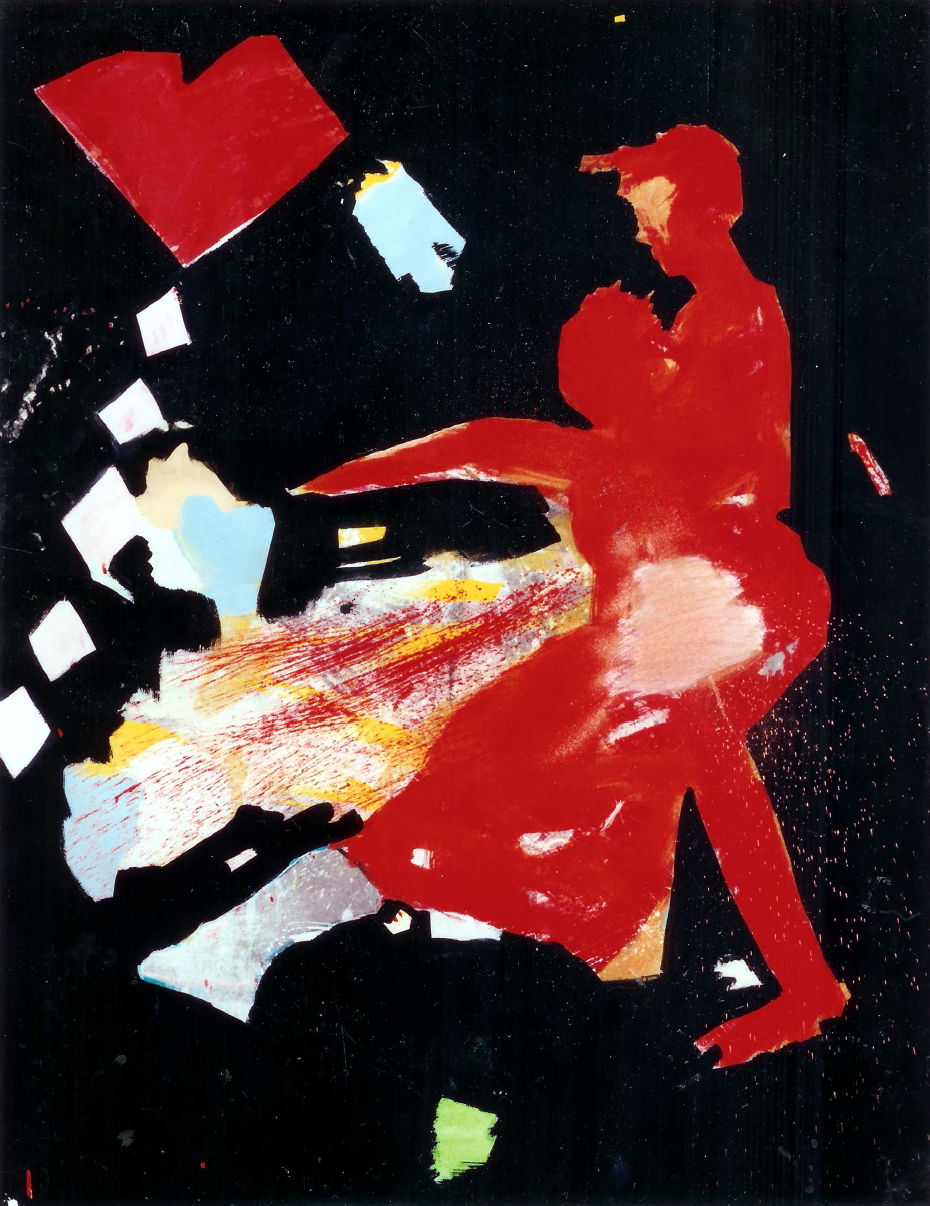
Rim-ram-rum Serie, geschaffen 1988–98, mixed media on canvas, 140 × 160 cm

Die „Jungen Wilden“ entsprachen mit ihrer spontanen, heftigen Malerei dem Zeitgeist der frühen achtziger Jahre und wurden in der Folgezeit von internationalen Galeristen ausgestellt. Hella Santarossa war eine der ersten deutschen Künstlerinnen, die 1980 im kalifornischen Goethe-Institut die neue Berliner Kunst-Richtung präsentierte. Ihre Teilnahme mit „Schlagerbildern“ und „Hitpaintings“ 1982 im Rahmenprogramm der Documenta 7 in Kassel markierte eine weitere Station ihrer künstlerischen Arbeit. In themenorientierten Zyklen setzte sie sich mit dem jeweiligen Umfeld auseinander: Ihre Brasilienreise 1985 konnte in der Ausstellung „Heiße Erde“ anschließend im heimischen Berlin nachempfunden werden. Mit der „Blauen Serie“, einem Zyklus aus figurativen Bildern, zeigt sich eine Weiterentwicklung der Künstlerin weg von der der Ära der „wilden Malerei“ und hin zu Farbenergie und virtuoser Vitalität.
Die im Anschluss 1988/1989 entstandene Serie „Rim-Ram-Rum“ war gleichzeitig Entwurfsstudie für die Kunstverglasung der Messehalle in Berlin. Ohne Bodenkontakt bewegen sich schwebend zumeist Paare, teilweise begleitet von attributiven Gegenständen.
Seit 1989 spürte Hella De Santarossa in ihren Arbeiten den politischen Umbrüchen der Wendezeit nach. Die empirische Wirklichkeit vergegenwärtigt sich in ihren Werken aus dieser Zeit in doppelter Hinsicht: in fotografischer und malerischer Form. Einfallsreiche und emotionsgeladene Kunst-Performances folgten, von der 'Vertonung' des damaligen Intendanten der Berliner Philharmonie mit Ton, bis zur temporären Installation einer lichternen Turmspitze auf der Ruine der Kaiser-Wilhelm-Gedächtniskirche in Berlin.

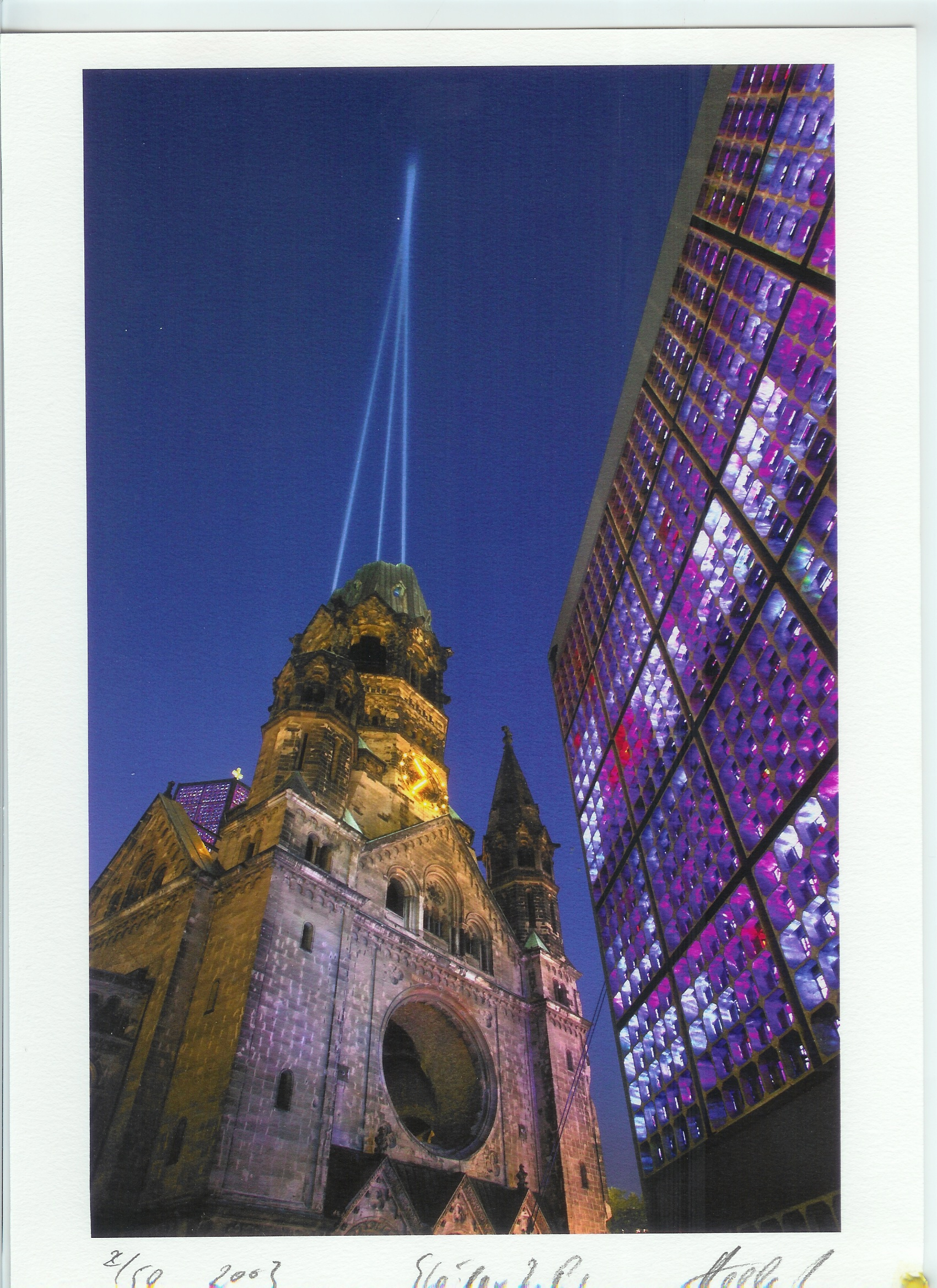

Ab den 1990er Jahren folgten zahlreiche Glaskunstarbeiten, darunter beispielsweise die Fenster der Heiliggeistkirche in Heidelberg und die der Simon-Petrus-Kirche in Bremen. Ebenso fertigte De Santarossa das zentrale Fenster der katholischen Kirche St. Florian, bis heute Europas größtes Glasbild, im Ökumenischen Kirchenzentrum in München-Riem, 2005. Das Spiel mit Licht, das sie bei der Gestaltung von Kirchenfenstern wegweisend beherrscht, ist für De Santarossa unerlässlich.
Glasarbeiten in Kirchen (u. a. Heiliggeistkirche in Heidelberg, St.Florian in München-Riem):

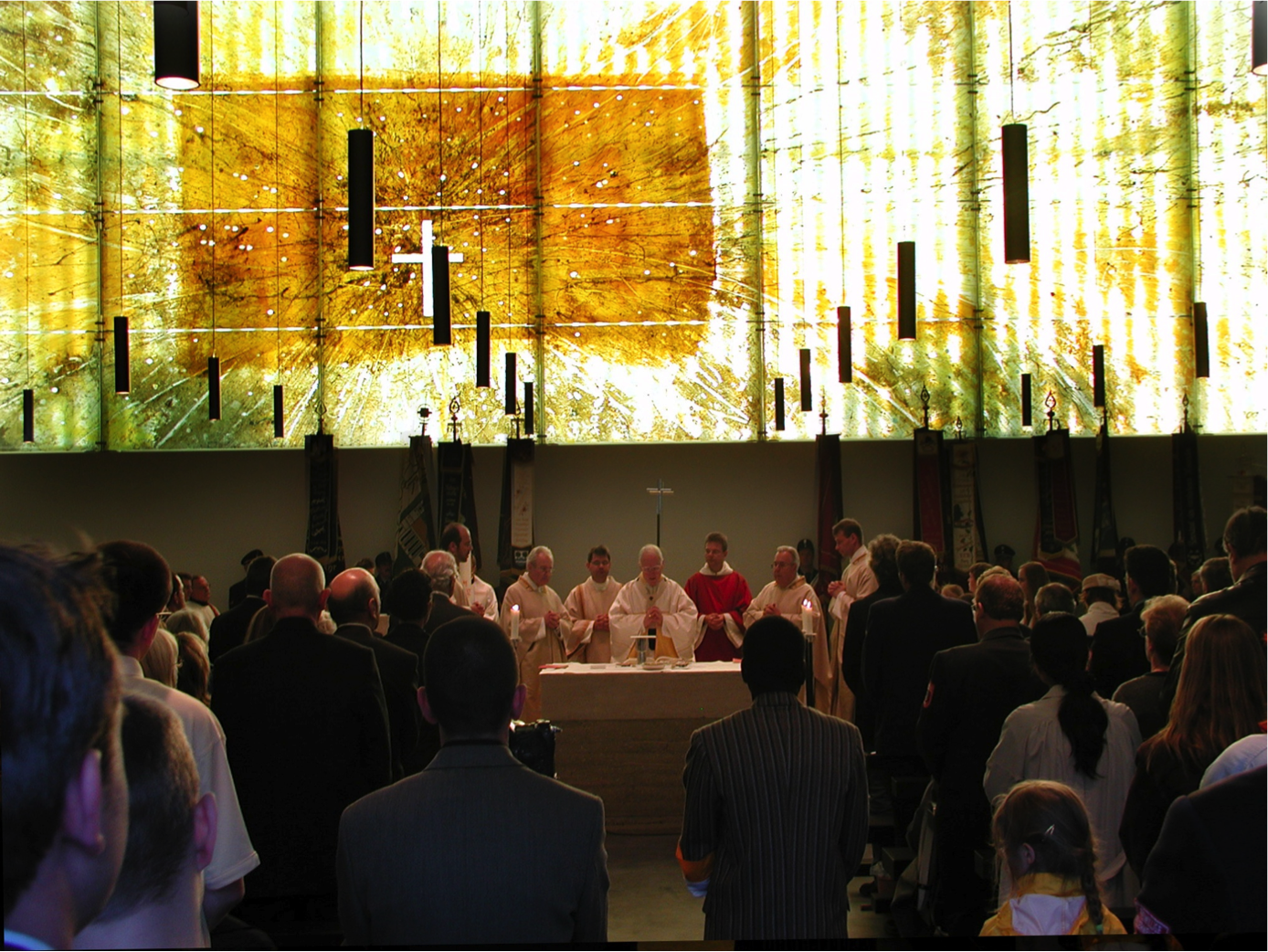
Kirchweihe, St. Florian Kirche in München-Riem
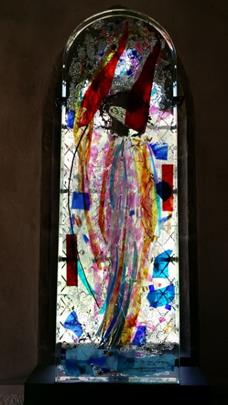
"Engel von Wertlau", Arbeit für die Kirche in Wertlau, Sachsen-Anhalt, 2016
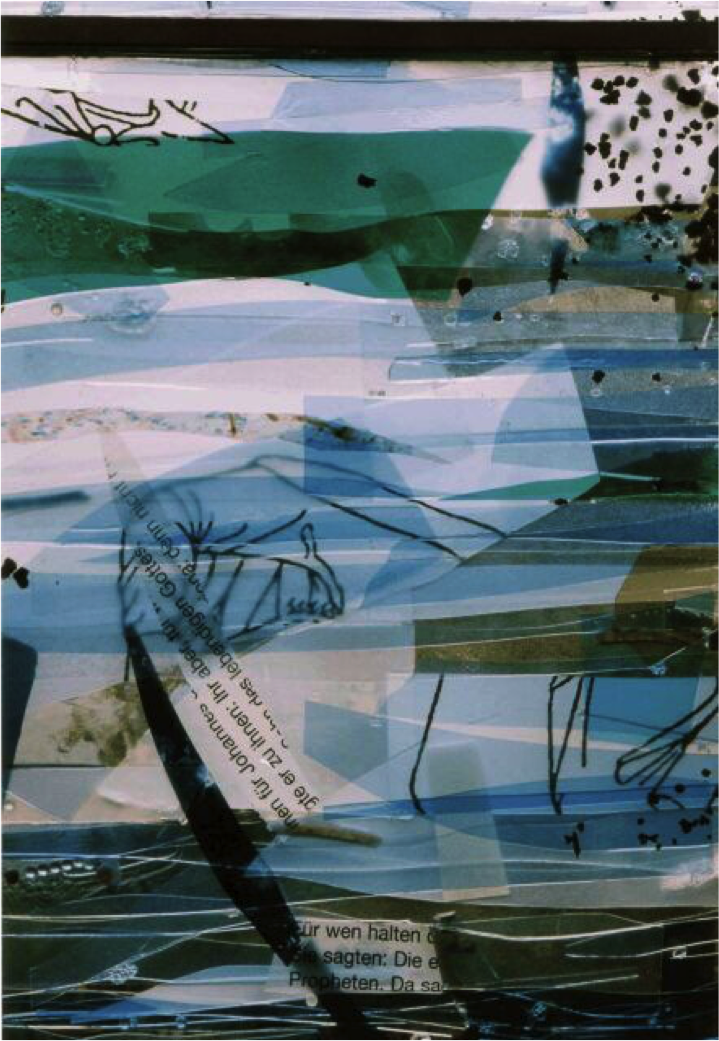
Simon-Petrus Kirche in Bremen-Habenhausen, Detail
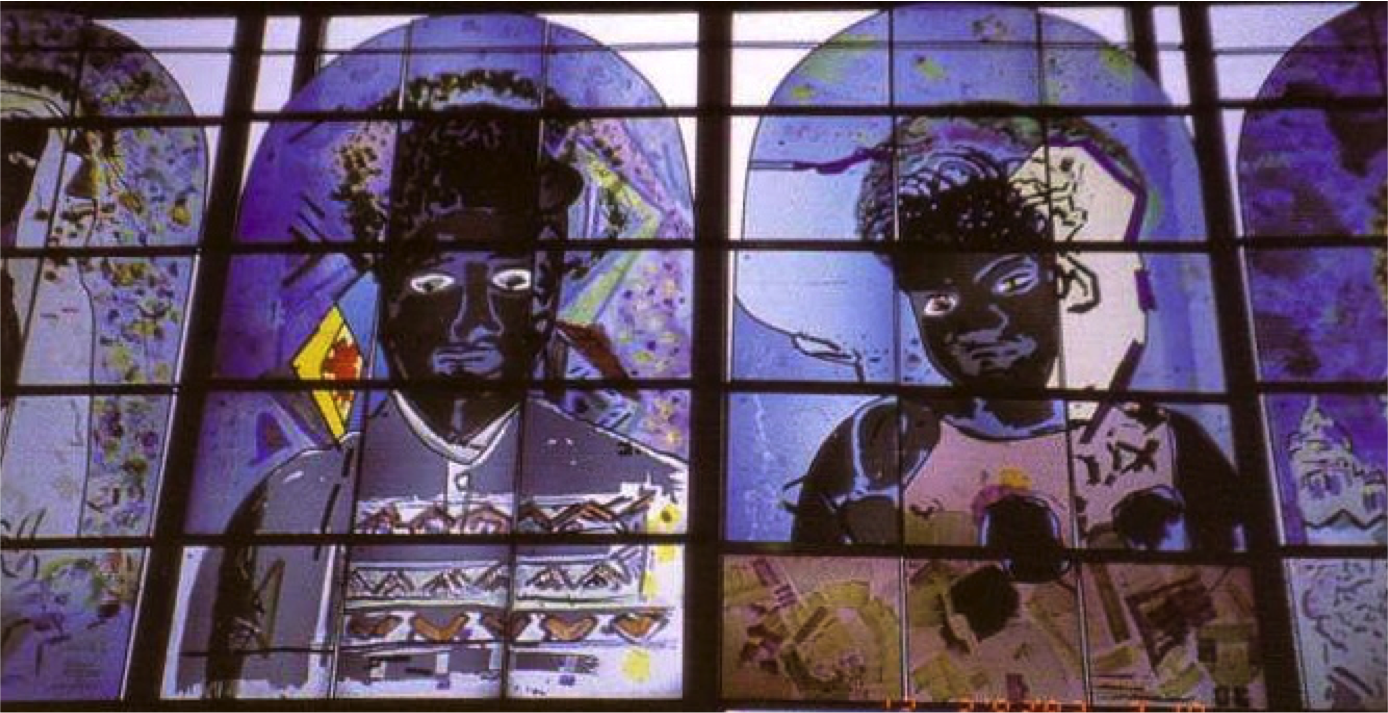
Fensterdetail, St. Marien-Liebfrauen-Basilika Berlin

Hella De Santarossa's  Werke "Tautropfen schimmern im Netz" (2010), "Crazy love" (1981), "Philosophen - Obelisk" (1998), "2+2=1" (1990), "In Trans Luc IV" (2005), "Rotglut" in Berlin" (1981), "Ressourectio" (2002), "Muchacha" (1981), "Venus entsteigt dem Wasser" (1984), "En manege" (2010), "Selbstbildnis" (1978), "Europäische Elite" (1996 - 2000) "Denkfabrik" (1996 - 2000) sind im museum FLUXUS+ in Potsdam ausgestellt.

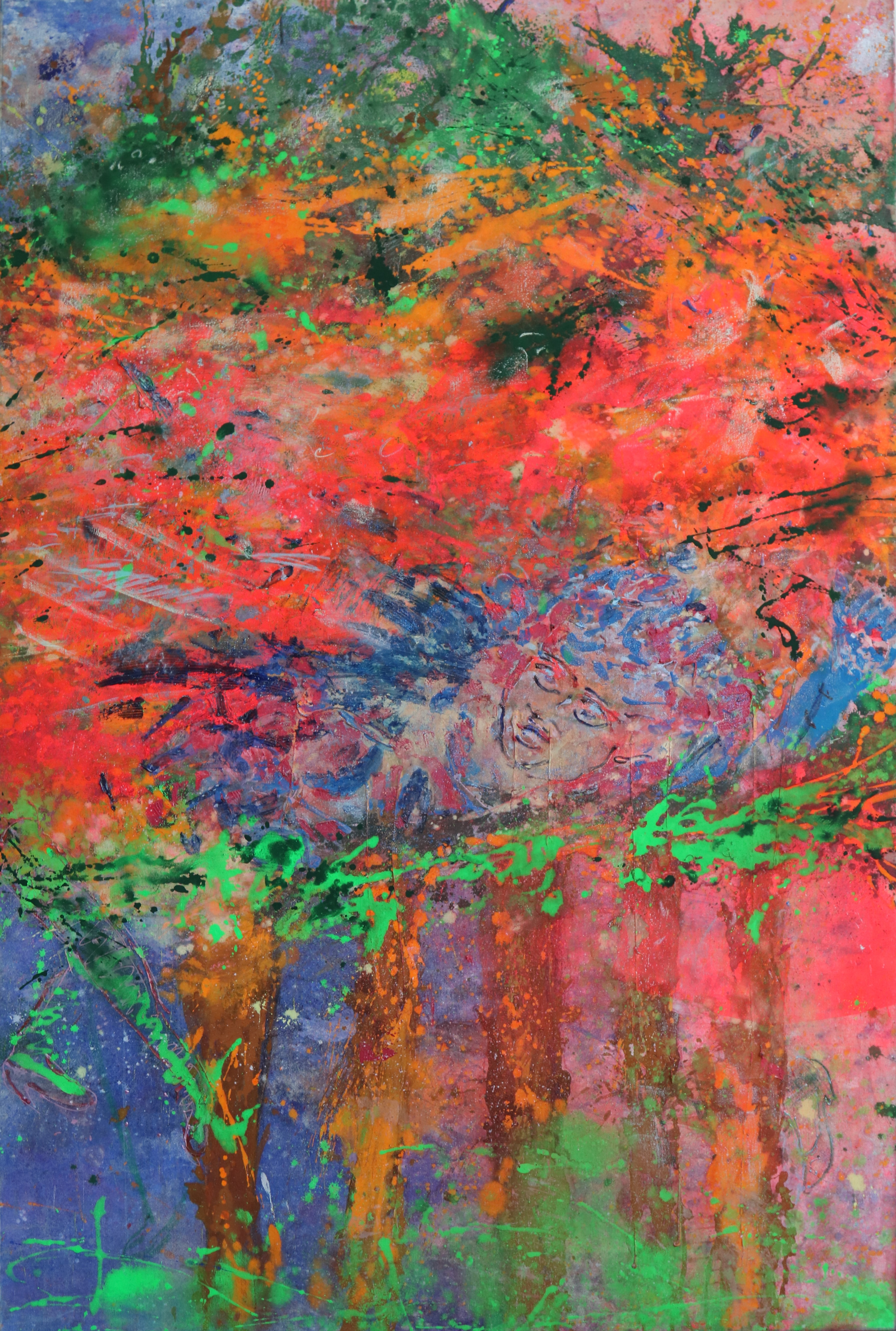
Superweib im Märchenwald.Werkgruppe Amazonen, 2012

### Crossart
„Crossart“, die Überschreitung von Stil- und Materialgrenzen, kennzeichnet insgesamt die Arbeitsweise von Hella De Santarossa. Ihr Werk geht exemplarisch quer durch alle Medien – sie verbindet als avantgardistische frühe Cross-Art-Künstlerin Malerei, Film, aktionistische malerische Performance sowie Glaskunst und schafft einfallsreich zukunftsweisende Symbole und Denkzeichen in Fenstern, an Wänden, auf Straßen und Plätzen.
In ihrer Arbeit hat sie sich immer wieder dem Alltag gestellt und nimmt Bezug auf unterschiedliche gesellschaftliche und politische Felder: Feminismus, anarchisches Pink Government, politische Deutschlandbilder, städtisches Leben und durchgrünte Natur und Spiritualität der technisch ausgefeilten Kirchenfenster durchdringen sich. All das steckt form- und farbvielfältig in ihren oft explosiven Bildern und ihrer experimentierfreudig gestalteter Crossart, die vor allem Emotionen transportiert statt bekannte Symbole zu reproduzieren.

### Privates
2023 war sie Teil einer Funk-Reportage, die die Beziehung zu ihrer Enkelin und ihr gemeinsame Leidenschaft für das Berliner Nachtleben thematisierte.

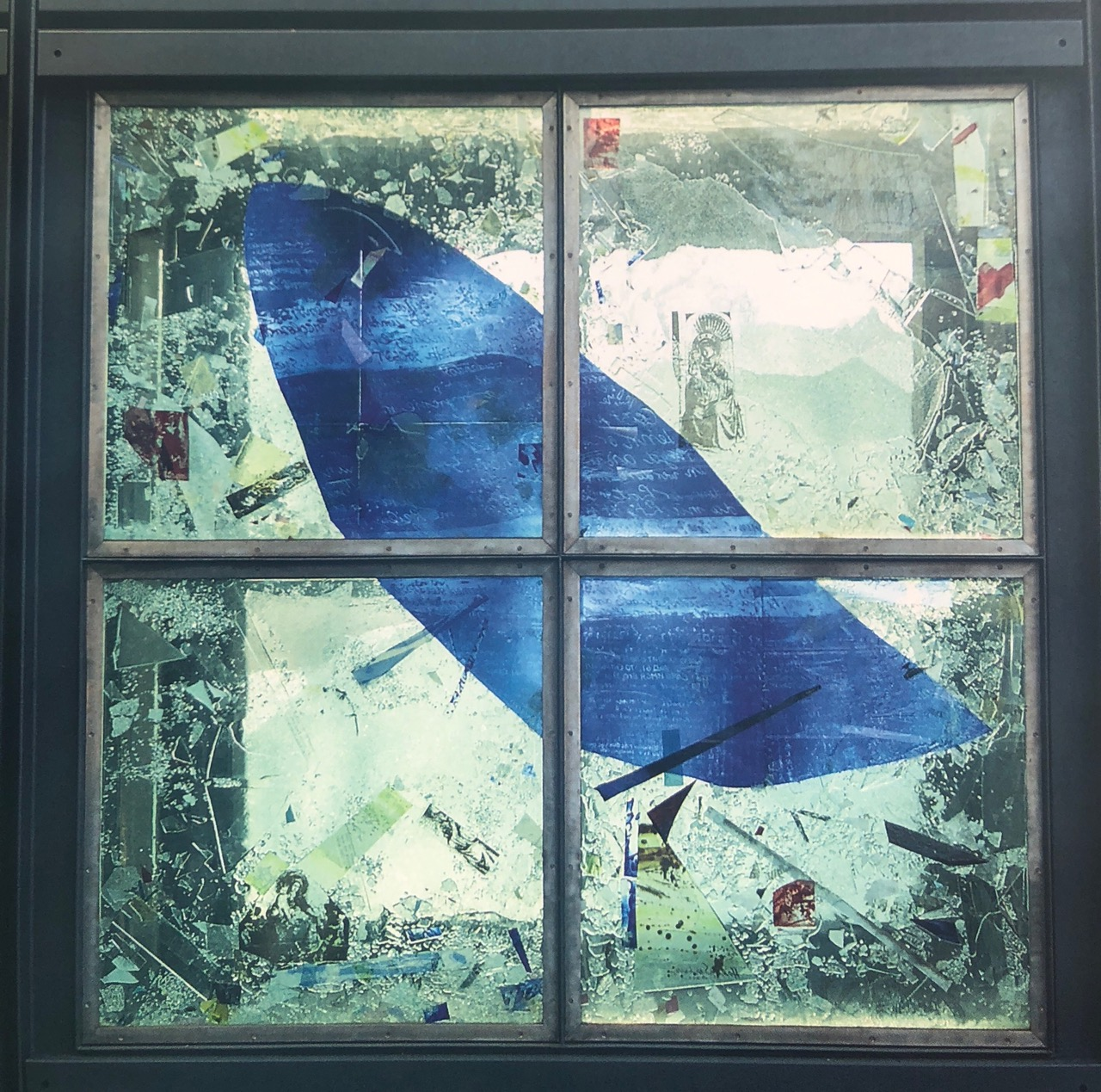
Marienfenster im Christus-Pavillon, Beitrag zur Expo 2000

## Auszeichnungen
- 1979–1980: Annette-Kade-Stipendium, Studium in San Francisco, USA
- 1980–1981: DAAD-Stipendium, Villa Romana, Florenz
- 1982–1984: Karl-Schmidt-Rottluff-Stipendium
- 1983: Stipendium der Villa Massimo, Rom und Olevano
- 1984: Stiftungspreis der Schmidt-Rottluff-Stiftung, fünfmonatige Brasilienreise
- 1986–1987: Deutsche Kunststiftung (Arbeitsstipendium)
- 1987: 1. Preis Glas-Brunnen-Plastik Blauer Obelisk Arbeitstitel: Glasnost-Obelisk, Theodor-Heuss-Platz, Berlin, Ausführung: 1994–1995
- 1990: Gast-Stipendium im Tyrone Guthrie Centre, Annaghmakerrig, Irland
- 1997: 1. Preis für die Fenstergestaltung der Heilig-Geist-Kirche, Heidelberg, Ausführung 1998–2000
- 2001: 1. Preis für künstlerische Ausgestaltung der Fenster im EXPO-Christuspavillon, Hannover, ab 2001 in Volkenroda, Herz-Jesu-Brüder
- 2017: 1. Preis für Fenstergestaltung, Kirche in Höltzeroda-Eisenach, Thüringen

## Ausstellungen (Auswahl)
- 1979 Fahrradbilder, Galerie am Moritzplatz, Berlin
- 1980 Painting and Film, Goethe-Institut, San Francisco, USA
- 1981 Flag Paintings, Amerika Haus, Berlin
- 1982 Documenta 7, Rahmenprogramm, Kassel
- 1982 Museum of Contemporary Art, São Paulo, Brasilien, Berta-Marta-Wilhelm, Bild: 280 cm × 1700 cm
- 1985 Heiße Erde, Künstlerhaus Bethanien, Berlin
- 1985 Teilnahme an der 18. Biennale, São Paulo
- 1989 Objekt Glas, Jahrhunderthalle Frankfurt
- 1985 – 1986 Galerie Hans Barlach, Hamburg
- 1986 Heisse Erde – Flirrende Nächte – Mechanischer Körper, Karl-Ernst-Osthaus-Museum, Hagen, Kunstverein Vechta
- 1990 CAM, Gulbenkian-Stiftung, Lissabon, und in Bergens Kunstforening, Bergen, Norwegen
- 1992 Roter Kreml, Kunstpalast Düsseldorf und Galerie Winkelmann
- 1992 Begleitausstellung zu Dokumenta IX, Kassel
- 1993 Wilhelmsgalerie, Kassel, Begleitausstellung zur Dokumenta 11
- 1994 Goldener Sonnenstrahl, Rheinisches Landesmuseum, Bonn
- 1995 Der Blaue Obelisk im Ägyptischen Museum, Berlin
- 1996 Umsteigebahnhof: Berlin, Transit-Werke, Große Orangerie, Schloß Charlottenburg, Berlin mit Bundespräsident Herzog
- 1997 Brandenburger Früchtchen, Märkisches Museum, Berlin, Haus am Lützowplatz, Berlin
- 1999 Löwenbauten, Galerie Raffael Vostell, Berlin
- 1999 The World longest Painting, Veranstalter SMF u. a. mit Rauschenberg, Dubai
- 2000 Der Rot-Weisse-Karren, 3000 cm langes, 160 cm hohes Gemälde Wiedereinzug in den Reichstag, Berlin
- 2002 Teilnahme an der 2. Biennale, Buenos Aires
- 2003 1+1+1=1, Lichtinstallation, Kaiser-Wilhelm-Gedächtniskirche
- 2002–2003 Biennale, Gefühlsstürme, Blaue Serie und Taucher, Buenos Aires, Argentinien
- 2009 Die Mauer muss...ist weg Abgeordnetenhaus Berlin
- 2010 In allen vier Ecken soll Liebe drin stecken, museum FLUXUS+
- 2010 WM South Africa (paintings and performance), Johannesburg, South Africa
- 2011 Dort wo die Liebe steckt erstrahlt mir das Herz, Deutsches Herzzentrum, DHZB, Berlin
- 2012–2013 L’art contemporain du vitrail en Allemagne, Chartres, Centre international du Vitrail, France
- 2014 Sind Sie auch in Glas verliebt? Glasskulpturen, St. Bartholomäi, Zerbst, Sachsen-Anhalt
- 2014–2015 Glanzlichter, Zeitgenössische Glasmalerei Deutschland – contemporary stained glass, Germany, Naumburger Dom
- 2018 museum FLUXUS+, neue Werkgruppe, Dauerausstellung